# 255 př. n. l.

## Události
- První punská válka (264–241 př. n. l.)

## Hlavy států
- Seleukovská říše – Antiochos II. Theós (261–246 př. n. l.)
- Egypt – Ptolemaios II. Filadelfos (285–246 př. n. l.)
- Bosporská říše – Pairisades II. (284–245 př. n. l.)
- Pontus – Ariobarzanes (266–250 př. n. l.)
- Kappadokie – Ariamnes (280–230 př. n. l.) a Ariarathes III. (255–220 př. n. l.)
- Bithýnie – Nicomedes I. (278–255 př. n. l.) » Etazeta (255–254 př. n. l.)
- Pergamon – Eumenés I. (263–241 př. n. l.)
- Sparta – Areus II. (262–254 př. n. l.) a Eudamidas II. (275–245 př. n. l.)
- Athény – Alcibiades (256–255 př. n. l.) » Euboulus (255–254 př. n. l.)
- Makedonie – Antigonos II. Gonatás (272–239 př. n. l.)
- Epirus – Alexander II. (272–255 př. n. l.) » Olympias II. (255 př. n. l.) » Pyrrhos II. (255–237 př. n. l.)
- Římská republika – konzulové Ser. Fulvius Paetinus Nobilior a M. Aemilius Paullus (255 př. n. l.)
- Syrakusy – Hiero II. (275–215 př. n. l.)
- Numidie – Gala (275–207 př. n. l.)